# Ivaldi (cognome)
Ivaldi è un cognome di lingua italiana.

## Varianti
D'Ivano, Divano, Ivaldo, Ivani, Ivano, Ivanovich, Ivi, Ivo, Ivone.

## Origine e diffusione
Cognome tipicamente settentrionale, è presente prevalentemente in Liguria.
Potrebbe derivare da alcuni prenomi, come Ivo, Ivano e Ivaldo, dal germanico ihwa, "tasso".
La variante Ivanovich è friulana; Ivani è ligure.

## Persone
- Michele Ivaldi (1970) – velista italiano
- Pietro Ivaldi (1810-1885) – pittore italiano
- Raffaello Ivaldi (1997) - canoista italiano